# Bartův nový hrdina
Bartův nový hrdina (v anglickém originále Bart Stops to Smell the Roosevelts) je 2. díl 23. řady (celkem 488.) amerického animovaného seriálu Simpsonovi. Scénář napsal Tim Long a díl režíroval Steven Dean Moore. V USA měl premiéru dne 2. října 2011 na stanici Fox Broadcasting Company a v Česku byl poprvé vysílán 19. dubna 2012 na stanici Prima Cool.

## Děj
Springfieldská základní škola pořádá benefiční aukci a zve všechny rodiny s dětmi ve třídách, včetně rodiny Simpsonových. Každý předmět v aukci je prodán anglické vdově jménem Edith Knickertwistová, která přihazuje po telefonu. Když aukce skončí, Bart odhalí, že paní Knickertwistovou byl on a že pro školu nemá žádné peníze. Ředitel Skinner, frustrovaný z Bartova posledního žertíku a pod tlakem svého nadřízeného inspektora Chalmerse, vyzve Chalmerse, aby převzal Bartovo vzdělávání. Chalmers přijímá a okamžitě dává Bartovi vlastní plán výuky, jehož součástí je především bývalý americký prezident Theodore Roosevelt. Vyprávěním o Rooseveltově hrdinské a vzpurné povaze vzbudí v Bartovi zájem o toto téma. Spolužáci Milhouse, Nelson, Jimbo, Kearney a Dolph se k Bartovi brzy připojí v jeho vzdělávání. 
Díky úspěchu výuky je Chalmers plánuje vzít všechny na výlet do Springfieldského lesa, v němž Roosevelt zanechal jedny ze svých brýlí. Výlet však nedopadne dobře, protože Nelson si při pokusu dosáhnout na brýle zlomí ruku. Jelikož se jednalo o nepovolený výlet, Nelsonova matka vyhrožuje, že bude školu žalovat o úhradu léčebných výloh, což vede k tomu, že Chalmers dostane výpověď. Aby zachránili Chalmersovo místo, Bart a jeho přátelé, kteří si nyní říkají „Bratrstvo brýlí“, převezmou školu jako rukojmí a postaví se za učitele, který na ně významně zapůsobil. Uzamknou všechny učitele ve škole a požadují, aby byl Chalmers znovu přijat do funkce. Zásahová jednotka se chystá vtrhnout do školy, než Chalmers přistoupí a přesvědčí Barta, aby toho nechal. Naštěstí náčelník Wiggum omylem upustí zbraň a postřelí zástupce školy státního kontrolora Atkinse, který následně souhlasí s Chalmersovým znovupřijetím, protože novou žalobou na policejní oddělení mohou získat zpět peníze ztracené v předchozím soudním sporu. Když je Chalmersovo místo zachráněno, Bart s ním pokračuje ve výuce. 

## Produkce
Epizodu napsal Tim Long a režíroval ji Steven Dean Moore. V dílu se objevuje bývalý americký prezident Theodore Roosevelt s využitím archivních zvukových nahrávek. Použití Rooseveltova hlasu bylo poprvé oznámeno 23. července 2011 na mezinárodním Comic-Conu v San Diegu v Kalifornii. Showrunner Al Jean prozradil tisku, že štáb má „v seriálu skutečný zvukový záznam Roosevelta (pořízený z projevu kolem roku 1918). Říkal jsem si: ‚Konečně! Můžeme do seriálu umístit prezidenta.‘. A navíc dobrého. Na konci mu dáme malou pochvalu.“
Přestože byl inspektor Chalmers poprvé představen v epizodě Hadobijecký den ze 4. řady, nikdy nebyla tato postava ústřední součástí epizody. V tomto dílu je to poprvé, kdy celá epizoda sleduje Chalmerse. V Chalmersově retrospektivě z dob jeho učitelování vypadá scéna jako knihovna Shermerovy střední školy z filmu Snídaňový klub z roku 1985. Studenti však o ní mluví jako o Klubu rváčů.

### Úvodní znělka
Kanadský animátor a tvůrce seriálu Ren a Stimpy, John Kricfalusi, pro tuto epizodu hostoval jako animátor gaučového gagu. Po epizodě Bartball z předchozí řady, kterou vytvořil britský graffiti umělec a politický aktivista Banksy, to bylo podruhé, co si Simpsonovi pro svou úvodní pasáž vybrali hostujícího režiséra. Předtím Kricfalusi kritizoval štáb Simpsonových v prvních letech seriálu slovy, že „seriál uspěl navzdory psaní“, a podobně hanlivými poznámkami. Producenti reagovali epizodou Nastrčená osoba ze 4. řady (1993), v níž je seriál Ren a Stimpy nominován na cenu za kreslený film. Během předávání cen je klip z nominované epizody pouze černou obrazovkou s textem „Klip ještě není hotový“, což je komentář k pomalé době výroby seriálu. Seriál byl znovu zmíněn v epizodě 6. řady Tentokrát o lásce (1994), kdy Líza tvrdí, že Ren a Stimpy recyklují animaci pro tvorbu nových epizod, přičemž odkazuje na zvyk Itchyho a Scratchyho dělat totéž. Navzdory tomu Kricfalusi v rozhovoru s Aaronem Simpsonem v roce 2007 změnil tón a prohlásil, že Simpsonovi mu usnadnili dělat ostřejší práci: „Začalo to Bakshiho Mighty Mouse: The New Adventures a Pee-wee Hermanem. Byly to dětské pořady, ale s vrstvami zvrácenosti. Pak přišli Simpsonovi a v hlavním vysílacím čase kreslených seriálů se objevily ostré scény.“.
Po kladném ohlasu na úvodní část od Banksyho přišli tvůrce Matt Groening a Jean za Kricfalusim a požádali ho, zda by mohl udělat něco podobného. Původně chtěli, aby udělal pouze storyboardy a pak to nechal animovat jejich stálý štáb, ale Kricfalusi trval na tom, že animaci udělá sám, a vysvětlil: „Kdybychom to udělali takhle, nikdo by ani nepoznal, že jsem s tím měl něco společného, protože by to skončilo na modelu a všechno by to bylo póza na pózu.“. Kricfalusi vysvětlil, že v Simpsonových „chtěl zkusit pohybovat postavami bláznivými zábavnými způsoby, ne jen vypadat legračně pokaždé, když se zastaví“, a dále upřesnil, že „způsob, jakým se věci dějí, byl dokonce důležitější než to, co se v mé práci děje. Vizuální představení se nedá napsat. Musíte ho skutečně nakreslit.“
Ukázal Groeningovi a Jeanovi své krátké filmy pro Adult Swim a Groening mu na to odpověděl tím, že mu dal volné ruce k vytvoření 35sekundové části. Groening mu řekl, aby porušil všechna pravidla Simpsonových, ale Kricfalusi vysvětluje, že se „nesnažil porušit žádná pravidla v osobnostech postav, jen v provedení vizuální stránky. Neřídil jsem se žádnými vzory – ani svými vlastními.“ Čím více pravidel porušil, tím více byli Groening a Jean s výsledkem spokojeni. Na rozdíl od Banksyho, který pracuje v utajení, se Kricfalusi podílel na každém detailu a dokonce dohlížel na dabing finálního soundtracku. Zatímco Kricfalusi animoval 2D části, s počítačovou grafikou mu pomáhal John Kedzie a asistenty animace byli Sarah Harkeyová a Tommy Tanner.
V rozhovoru Neila Bennetta z časopisu Digital Arts Magazine Kricfalusi prozradil, že kdyby měl animovat celou epizodu, zvolil by jiný přístup k animaci. Především by animace měla pomalejší tempo, než tomu bylo v 35sekundové části. Gaučový gag byl vytvořen v rychlejším tempu, takže do něj mohl zahrnout všechny své nápady. Kricfalusi vysvětluje, že kdyby dělal celý díl, „určitě bych dál experimentoval s tím, jak se pohybují a jak hrají. Jsem si jistý, že bych udělal ze svých charakteristických dlouhých scén interakce dvou postav bez střihu. Chtěl bych také udělat více věcí s Marge. Její animace se mi líbila a inspiroval mě způsob, jakým Fleischerovi animovali Olive Oylovou. Sám bych nedokázal animovat celou půlhodinu, takže bych najal další animátory (a designéry, malíře atd.) s výrazným stylem a obsadil je podle toho, které části příběhu by nejlépe využily jejich individuální talent.“

## Vydání a přijetí
Epizoda byla původně vysílána na stanici Fox ve Spojených státech 2. října 2011 a během tohoto vysílání ji sledovalo asi 6,19 milionu diváků. V demografické skupině dospělých ve věku 18–49 let díl získal rating 3,0, což byl 23% pokles oproti premiérové epizodě řady, a 8% podíl na publiku. Simpsonovi se ten večer stali druhým nejlépe hodnoceným pořadem v rámci bloku Animation Domination stanice Fox, pokud jde o celkový počet diváků a v demografické skupině 18–49. Skončili tak s vyšším ratingem než pořady Cleveland show a Americký táta. Tyto dva animované pořady spolu se Simpsonovými byly součástí crossoverové akce nazvané Noc hurikánu, v níž měly stejnou dějovou linii. V týdnu od 26. září do 2. října 2011 se díl umístil na 29. místě ve sledovanosti mezi všemi pořady vysílanými v hlavním vysílacím čase v demografické skupině diváků 18–49.
Po odvysílání byl díl dobře přijat televizními kritiky. Hayden Childs z The A.V. Clubu udělil této epizodě hodnocení B a poznamenal, že „epizody Simpsonových, které se snaží mít trochu srdce, aniž by to přeháněly, budou obecně fungovat lépe než epizody s náhodnými gagy, alespoň v tomto bodě slavné historie Simpsonových, a Bartův nový hrdina má dost malého srdíčka na to, aby tuto epizodu dotáhl do konce“, ale dále napsal, že „řada vtipů nefungovala, zejména Milhouseova závěrečná scéna, ale epizoda měla stálý přísun gagů, které ji protlačily přes hubené časy. A to je vše, co můžeme chtít.“ Josh Harrison z Ology byl také pozitivní a epizodu ohodnotil 7 body z 10, přičemž poznamenal, že „si myslí, že to byl určitý pokles oproti premiérové řadě, pokud jde o čistou komediální hodnotu, ale upřímnost Bartových vzdělávacích zkušeností v kombinaci s nadšením z jeho bláznivého hledání spravedlnosti z tohoto dílu rozhodně udělaly vítěze“.
Televizní kritici ocenili gaučový gag pro tuto epizodu. Amid Amidi z Cartoon Brew označil úvod za revoluční a vysvětlil, že „v 35 krátkých a sladkých vteřinách osvobozuje animaci Simpsonových od letité grafické banality“: „Vizuální podoba seriálu, která byla tak pečlivě kontrolována producenty, se stává závratným a nespoutaným hřištěm pro grafické hrátky a rovnováha tvůrčí autority se jedním rázem přesouvá ze scenáristické dílny na animátory.“. Při srovnání této pasáže s Banksyho dílem došel Amidi k závěru, že je „ve skutečnosti mnohem podvratnější, protože se soustředí téměř výhradně na obrazovou výpověď a dominantní literární prvky pořadu odsouvá na druhou kolej“. Podobně Katey Richová z Television Blend napsala, že oceňuje, že „Simpsonovi jsou vždy ochotni posouvat hranice různými způsoby“, ale přiznala, že jí bude trvat „nějaký čas, než z (jejího) mozku dostane gangsterku Marge Simpsonovou a chlípného Homera Simpsona“.
Tim Long byl za scénář k této epizodě nominován na Cenu Sdružení amerických scenáristů za vynikající scénář k animovanému dílu na 64. ročníku těchto cen.